# Tribalus agrestis
Tribalus agrestis är en skalbaggsart som beskrevs av Sylvain Auguste de Marseul 1855. Tribalus agrestis ingår i släktet Tribalus och familjen stumpbaggar. Inga underarter finns listade i Catalogue of Life.